# Las modelos (película de 1963)
Las modelos es una película en blanco y negro de Argentina dirigida por Vlasta Lah sobre su propio guion escrito en colaboración con que se estrenó el 17 de octubre de 1963 y que tuvo como protagonistas a Mercedes Alberti, Greta Ibsen, Fabio Zerpa y Jorge Hilton.En su momento la productora Alicia Norton afirmó que el argumento era suyo y que lo había titulado Traje nupcial.

## Sinopsis
Amores, sueños y desenganos de dos mujeres, Ana y Sonia, que son modelos de alta costura en los años 60 en Buenos Aires.  

## Reparto
- Mercedes Alberti
- Greta Ibsen
- Fabio Zerpa
- Jorge Hilton
- Alberto Berco
- Aldo Mayo
- Nélida Bilbao
- Lía Casanova
- Leda Zanda
- Argentinita Vélez
- Amalia Britos
- Marta González

## Comentarios
Crítica dijo:

”A manera de novelita, la alta costura en modesto enfoque.”

La Nación opinó:

”Un film con forma y fondo de teleteatro…historia elemental cargada de ingenuidad y de convencionalismo…aunque a veces se incluyan varias alusiones de carácter social.”

Por su parte, Manrupe y Portela escriben:

”Aburrido punto de vista que quiere funcionar como crítica social.”